# 武藤信一
武藤 信一（むとう のぶかず、1945年7月20日 -  2010年1月6日）は、日本の経営者。伊勢丹社長を務めた。

## 来歴・人物
東京都出身。1968年に慶應義塾大学経済学部を卒業し、同年に伊勢丹に入社。1994年に取締役に就任し、1996年2月に常務、2000年6月に専務を経て、2001年6月に社長に就任。2008年6月には三越伊勢丹ホールディングス会長に就任。
2010年1月6日多臓器不全により、死去。64歳没。